# Pinnixa faba
Pinnixa faba är en kräftdjursart som först beskrevs av James Dwight Dana 1851.  Pinnixa faba ingår i släktet Pinnixa och familjen Pinnotheridae. Inga underarter finns listade i Catalogue of Life.